# Белова, Зоя Васильевна
Зо́я Васи́льевна Бело́ва (25 апреля 1927, Святогорово, Московская губерния — 18 февраля 2015, Рязань) — советская и российская актриса театра и кино, Народная артистка РСФСР (1974), Почётный гражданин города Рязани (1989).

## Биография
Родилась 25 апреля 1927 года в деревне Святогорово (ныне — в Дмитровском городском округе Московской области) в семье Василия Александровича и Арины Николаевны Беловых старшей из шести детей. В 1936 г. Беловы переехали в г. Дмитров.
Во время войны Белова убирала урожай, разгружала баржи с торфом, вместе с другими школьниками работала на экскаваторном заводе, перешедшем на выпуск снарядов.
В 1945 г. поступила в Московское городское театральное училище, училась у В. Готовцева, В. Маркова. Служила в драматических театрах Костромы (1949—1958), Тамбова (1958—1959), Пензы (1959—1963).
Зоя Васильевна Белова более шести десятилетий была на сцене, с 1963 года — в Рязанском областном театре драмы.
Член КПСС с 1961 года, 22 года возглавляла партийную организацию театра драмы. Избиралась депутатом городского и областного Советов народных депутатов, выполняла обязанности председателя Культурно-шефской комиссии, была членом областного совета профессиональных союзов
Скончалась 18 февраля 2015 года. Похоронена на Новом кладбище города Рязани.

## Семья
Муж (с 1951 г.) — Юрий Павлович Розанов (1927—2010), драматический артист.
Сын Павел Розанов — работал в Рязанском радиотехническом университете. Внучки Анна – столичный продюсер, Наталия Павловна — доцент, преподаватель английского языка в РГУ им. С. Есенина.
Дочь Ирина Розанова (род. 1961) — народная артистка Российской Федерации.

## Творчество
Занималась в школьном музыкально-драматическом ансамбле, сыграла Софью в «Горе от ума» А. Грибоедова.
В годы Великой Отечественной войны, школьницей, выступала перед ранеными в госпиталях; читала «Девушку и Смерть» Максима Горького, отрывок (свидание матери с сыном) из «Анны Карениной» Л. Толстого.
С первых ролей вошла в число ведущих исполнителей театра.
Ряд ее ролей в театре был отмечен различными наградами. Так, спектакль по пьесе П. Карваша «Святая ночь», в котором Белова исполнила роль Ангелы, удостоен диплома 1-й степени на Всесоюзном фестивале чешской драматургии, за роль бабушки в спектакле «Одна калория нежности» по пьесе Г. Данаилова она получила 1-ю премию на XI областном смотре-конкурсе творческих работ профессиональных деятелей театра, роль Татьяны в пьесе М. Горького «Враги» на фестивале Горьковской драматургии была отмечена дипломом 2-й степени, за лучшую женскую роль сезона 1997 г. в спектакле А. Касоны «Играющие на закате» ей присуждено звание «Женщина года».
Регулярно выступала с творческими вечерами, поэтическими программами (Пушкин, Есенин, Ахматова, Цветаева и др). В 1999 году выступала в госпиталях перед ранеными в Чечне.

### Роли в театре
Костромской государственный драматический театр имени А. Н. Островского
- «Долгожданный» по пьесе А. Салынского

Тамбовский государственный драматический театр
- «Царь Фёдорович Иоаннович» А. Толстого — царица Ирина
- «Из жизни деловой женщины» по А. Гребневу — Анна Георгиевна, директор фабрики

Пензенский областной драматический театр имени А. В. Луначарского
- «Барабанщица» А. Салынского — Нила, разведчица
- «Женитьба Белугина» А. Островского и Н. Соловьёва — Елена

Рязанский государственный областной театр драмы
более 50 ролей, в том числе:
- «Живой труп» Л. Толстого — Маша
- «Дженни Герхардт» по роману Т. Драйзера — Дженни Герхард
- «Смех лангусты или Игра о Саре Бернар» Дж. Маррелла — Сара Бернар
- «Мамаша Кураж и её дети» Б. Брехта — Мамаша Кураж
- «Пелагея и Алька» Ф. Абрамова — Пелагея Амосова
- «Вишнёвый сад» А. Чехова — Раневская
- «Именем солнца» И. Друцэ — тётушка Арвира
- «Без вины виноватые» А. Островского — Елена Кручинина
- «На всякого мудреца довольно простоты» А. Островского — Турусина
- «Красавец мужчина» А. Островского — Сосипатра Семёновна
- «Сергей Есенин» по пьесе Н. Шундика — Татьяна Фёдоровна Титова, мать поэта
- «Игры на закате» — бабушка
- «Посол Советского Союза» по книге Братьев Тур «Чрезвычайный посол» — Елена Кольцова
- «Сказ о матери» В. Гаглоева — Госема
- «Дикарка» А. Островского и Н. Соловьёва — Мария Петровна
- «Дядя Ваня» А. Чехова — Войницкая

### Фильмография
- 1975 — Как зайка летал на воздушных шариках (короткометражный фильм) — эпизод.

## Награды и признание
- Орден Дружбы народов.
- Орден Почёта (1998).
- Заслуженная артистка РСФСР (12.12.1968).
- Народная артистка РСФСР (29.03.1974).
- Почётный гражданин города Рязани (25 мая 1989)[5].
- Премия «За честь и достоинство в профессии» международного фестиваля «Смоленский ковчег» (2008).